# Macedón labdarúgó-bajnokság (első osztály)
A macedón labdarúgó-bajnokság első osztálya (Macedónul: Прва македонска Фудбалска Лига magyar átírásban: Prva makedonszka Futbalszka Liga) a legmagasabb szintű, évenként megrendezésre kerülő labdarúgó-bajnokság Észak-Macedóniában.
A liga 1992-ben, Észak-Macedónia függetlenségét követő évben alakult meg. Az első, 1992–93-as bajnokság 18 csapatát a jugoszláv labdarúgó-bajnokság legmagasabb szinteken játszó észak-macedón csapataiból válogatták. Az első kiírást a Vardar nyerte meg, amely mindmáig a legsikeresebb klub az élvonalbeli pontvadászat történetében.

## Rendszere
A bajnokság jelenleg 12 csapat részvételével zajlik, a csapatok körmérkőzéses rendszerben háromszor mérkőznek meg egymással. A pontvadászat utolsó két helyén végzett csapat kiesik a másodosztályba, míg a 9. és 10. helyezettek osztályozót játszanak a másodosztály 3. és 4. helyezett csapataival.
A bajnokság végső győztese lesz a Észak-Macedón bajnok, aki jogot szerez arra, hogy induljon Európa legrangosabb versengésében, a Bajnokok Ligájában. Az ezüst-, és bronzérmes csapatok, illetve a kupagyőztes címén további három csapat a Konferencia Ligában szerepelhet.

## Jelenlegi csapatok (2022-2023)
| Csapat                                                        | 2021–22-es helyezés |
| ------------------------------------------------------------- | ------------------- |
| Akademija Pandev                                              | 2.                  |
| FK Bregalnica Štip                                            | 7.                  |
| FK Makedonija GP                                              | 4.                  |
| FK Pobeda                                                     | 1. 2. MFL – Kelet   |
| FK Rabotnicski                                                | 8.                  |
| Renova visszaléptek az első osztálytól pénzügyi gondok miatt. | 5.                  |
| FK Sileks                                                     | 1. 2. MFL – Nyugat  |
| KF Shkëndija                                                  | 3.                  |
| FK Skupi                                                      | 1.                  |
| FK Szkopje                                                    | 9.                  |
| FC Struga                                                     | 6.                  |
| GFK Tikves                                                    | 10.                 |

## Bajnokcsapatok Jugoszlávia idején
| - 1959 FK Pobeda - 1960 FK Peliszter - 1961 FK Peliszter - 1962 FK Pobeda - 1963 FK Pobeda - 1964 FK Bregalnica - 1965 FK Teteksz - 1966 FK Rabotnicski - 1967 FK Bregalnica - 1968 FK Rabotnicski - 1969 FK Teteksz - 1970 SK Szkopje | - 1971 FK Kumanovo - 1972 FK Tikves - 1973 FK Rabotnicski - 1974 FK Teteksz - 1975 FK Peliszter - 1976 FK Bregalnica - 1977 FK Rabotnicski - 1978 FK Tikves - 1979 FK Pobeda - 1980 FK Rabotnicski - 1981 FK Pobeda - 1982 FK Peliszter | - 1983 FK Belaszica - 1984 FK Bregalnica - 1985 FK Teteksz - 1986 FK Pobeda - 1987 FK Metalurg - 1988 FK Belaszica - 1989 FK Borec - 1990 FK Balkan - 1991 FK Makedonija Gjorcse Petrov - 1992 FK Szasza |

## Eddigi dobogósok és gólkirályok
| Szezon  | Bajnok              | Ezüstérmes                | Bronzérmes                | Gólkirály                                                                          |
| ------- | ------------------- | ------------------------- | ------------------------- | ---------------------------------------------------------------------------------- |
| 1992-93 | Vardar              | Szileksz                  | Balkan Szkopje            | Szasa Kjirikj (Vardar, 36 gól)                                                     |
| 1993-94 | Vardar              | Szileksz                  | Balkan Szkopje            | Zoran Boskovszki (Szileksz, 21 gól)                                                |
| 1994-95 | Vardar              | Szileksz                  | Szloga Jugomagnat         | Szasa Kjirikj (Vardar, 35 gól)                                                     |
| 1995-96 | Szileksz            | Szloga Jugomagnat         | Vardar                    | Zoran Boskovszki (Szileksz, 20 gól)                                                |
| 1996-97 | Szileksz            | Pobeda                    | Szloga Jugomagnat         | Vancso Micevszki (Szileksz, 16 gól) Miroszlav Gjokics (Szileksz, 16 gól)           |
| 1997-98 | Szileksz            | Szloga Jugomagnat         | Makedonija Gjorcse Petrov | Vancso Atanaszov (Belaszica, 12 gól)                                               |
| 1998-99 | Szloga Jugomagnat   | Szileksz                  | Pobeda                    | Oliveira (Pobeda, 22 gól)                                                          |
| 1999-00 | Szloga Jugomagnat   | Pobeda                    | Rabotnicski Kometal       | Argjend Bekjiri (Szloga Jugomagnat, 19 gól)                                        |
| 2000-01 | Szloga Jugomagnat   | Vardar                    | Pobeda                    | Argjend Bekjiri (Szloga Jugomagnat, 27 gól)                                        |
| 2001-02 | Vardar              | Belaszica                 | Cementarnica 55           | Miroszlav Gjokics (Pobeda, 22 gól)                                                 |
| 2002-03 | Vardar              | Belaszica                 | Pobeda                    | Ljubisa Savikj (Bregalnica és Szloga, 25 gól)                                      |
| 2003-04 | Pobeda              | Szileksz                  | Vardar                    | Dragan Dimitrovszki (Pobeda, 25 gól)                                               |
| 2004-05 | Rabotnicski Kometal | Vardar                    | Pobeda                    | Alekszandar Sztojanovszki (Belaszica, 26 gól) Sztevica Risztikj (Szileksz, 26 gól) |
| 2005-06 | Rabotnicski Kometal | Makedonija Gjorcse Petrov | Vardar                    | Sztevica Risztikj (Szileksz, 27 gól)                                               |
| 2006-07 | Pobeda              | Rabotnicski Kometal       | Makedonija GP             | Boban Jancsevski (Baskimi és Renova, 26 gól)                                       |
| 2007-08 | Rabotnicski Kometal | Milano                    | Peliszter                 | Ivica Gligorovszki (Milano, 15 gól)                                                |
| 2008-09 | Makedonija GP       | Milano                    | Renova                    | Ivica Gligorovszki (Milano, 14 gól)                                                |
| 2009-10 | Renova              | Rabotnicski Kometal       | FK Metalurg               | Bobi Božinovski (Rabotnicski Kometal, 15 gól)                                      |
| 2010-11 | FK Shkëndija        | FK Metalurg               | FK Renova                 | Hristijan Kirovski (FK Metalurg, 20 gól)                                           |
| 2011-12 | FK Vardar           | FK Metalurg               | FK Shkëndija              | Filip Ivanovski (FK Vardar, 24 gól)                                                |
| 2012-13 | FK Vardar           | FK Metalurg               | FK Turnovo                | Jovan Kostovski (FK Vardar, 22 gól)                                                |
| 2013-14 | Rabotnicski Kometal | FK Turnovo                | FK Metalurg               | Dejan Blaževski (FK Turnovo, 19 gól)                                               |
| 2014-15 | FK Vardar           | Rabotnicski Kometal       | FK Shkëndija              | Izair Emini (FK Renova, 20 gól)                                                    |
| 2015-16 | FK Vardar           | FK Shkëndija              | FK Szileksz               | Beszart Ibraimi (FK Shkëndija, 26 gól)                                             |
| 2016-17 | FK Vardar           | FK Shkëndija              | Rabotnicski Kometal       | Beszart Ibraimi (FK Shkëndija, 20 gól)                                             |
| 2017-18 | FK Shkëndija        | FK Vardar                 | Rabotnicski Kometal       | Ferhan Haszani (FK Shkëndija, 22 gól) Beszart Ibraimi (FK Shkëndija, 22 gól)       |
| 2018-19 | FK Shkëndija        | FK Vardar                 | Akademija Pandev          | Vlatko Stojanovszki (FK Renova, 18 gól)                                            |
| 2019-20 | FK Vardar           | FK Szileksz               | FK Shkëndija              | Daniel Avramovszki (FK Vardar, 10 gól)                                             |
| 2020-21 | FK Shkëndija        | FK Skupi                  | FK Sztruga                | Beszart Ibraimi (FK Shkëndija, 24 gól)                                             |
| 2021-22 | FK Skupi            | Akademija Pandev          | FK Shkëndija              | Sunday Adetunji (FK Skupi, 20 gól)                                                 |
| 2022-23 | FK Sztruga          | FK Skupi                  | FK Skendija               | Beszart Ibraimi (FK Sztruga, 18 gól)                                               |

### Bajnoki címek csapatok szerint
| Csapat                                         | Bajnoki címek | Bajnoki címek évei                                               |
| ---------------------------------------------- | ------------- | ---------------------------------------------------------------- |
| Vardar                                         | 11            | 1993, 1994, 1995, 2002, 2003, 2012, 2013, 2015, 2016, 2017, 2020 |
| FK Skupi (Sloga Jugomagnat néven 1927–2009-ig) | 4             | 1999, 2000, 2001, 2022                                           |
| FK Rabotnicski                                 | 4             | 2005, 2006, 2008, 2014                                           |
| FK Shkëndija                                   | 4             | 2011, 2018, 2019, 2021                                           |
| Szileksz                                       | 3             | 1996, 1997, 1998                                                 |
| Pobeda                                         | 2             | 2004, 2007                                                       |
| Makedonija GP                                  | 1             | 2009                                                             |
| FK Renova                                      | 1             | 2010                                                             |
| FK Sztruga                                     | 1             | 2023                                                             |

### Élvonalbeli szereplés
|  | - 18 szezon: Pobeda, Szileksz, Vardar - 15 szezon: Cementarnica 55, Peliszter - 14 szezon: Makedonija Gjorcse Petrov, Szloga Jugomagnat - 12 szezon: Belaszica, Rabotnicski - 11 szezon: Tikves - 9 szezon: Szasza - 8 szezon: Borec, Napredok, Oszogovo | - 7 szezon: Balkan - 6 szezon: Bregalnica Stip, Skendija 79 - 5 szezon: Baskimi, Renova, Rudar Probistip - 3 szezon: Kumanovo, Ljuboten, FK Metalurg Szkopje, Milano - 2 szezon: Bregalnica Delcsevo, Madzsari Szolidarnoszt, FK Ohrid, FK Szkopje, Teteksz, FK Turnovo, Vlazrimi - 1 season: Karaorman, Kozsuf , Vardarszki |

A félkövéren írt csapatok a 2022–23-as szezonban az élvonalban szerepeltek. A Vardar, a Pobeda és a Szileksz az a három macedón csapat, amely 1992 óta minden élvonalbeli labdarúgó-bajnokságban részt vett.

## A bajnokság helyezése az UEFA-rangsorban
A bajnokság helyezése 2009-ben, a június 7-i adatok szerint az UEFA rangsorában. (Dőlt betűvel az előző szezonbeli helyezés, zárójelben az UEFA-együttható).
- 38.  (38.)  Grúzia (6.664)
- 39.  (39.)  Liechtenstein (5.500) (kupagyőztes)
- 40.  (36.)  Macedónia (5.165)
- 41.  (42.)  Azerbajdzsán (4.498)
- 42.  (41.)  Észtország (4.332)

## Külső hivatkozások
- Hivatalos oldal (macedónul)